# Paradoks dwóch kondensatorów

Obwód paradoksu przedstawiający napięcia początkowe przed zamknięciem przełącznika

Paradoks dwóch kondensatorów lub paradoks kondensatorów to paradoks lub sprzeczny z intuicją eksperyment myślowy w teorii obwodów elektrycznych. Eksperyment myślowy zwykle opisuje się następująco: dwa identyczne kondensatory są połączone równolegle z otwartym przełącznikiem między nimi. Jeden z kondensatorów jest naładowany napięciem {\displaystyle V_{i},} drugi jest nienaładowany. Gdy przełącznik jest zamknięty, część ładunku {\displaystyle Q=CV_{i}} pierwszego kondensatora przepływa do drugiego, zmniejszając napięcie na pierwszym i zwiększając napięcie na drugim. Gdy osiągnięty zostanie stan ustalony, a prąd zmaleje do zera, napięcie na dwóch kondensatorach musi być równe, ponieważ są one połączone razem. Ponieważ oba mają tę samą pojemność {\displaystyle C} ładunek zostanie równo podzielony między kondensatory, więc każdy kondensator będzie miał ładunek o wartości {\displaystyle {\frac {Q}{2}}} i napięcie wynoszące {\displaystyle V_{f}={\frac {Q}{2C}}={\frac {V_{i}}{2}}.} Na początku eksperymentu całkowita energia początkowa {\displaystyle W_{i}} w obwodzie jest energią zmagazynowaną w naładowanym kondensatorze:
{\displaystyle W_{i}={\frac {1}{2}}CV_{i}^{2}.}
Pod koniec eksperymentu energia końcowa {\displaystyle W_{f}} jest równa sumie energii dwóch kondensatorów
{\displaystyle W_{f}={\frac {1}{2}}CV_{f}^{2}+{\frac {1}{2}}CV_{f}^{2}=CV_{f}^{2}=C({\frac {V_{i}}{2}})^{2}={\frac {1}{4}}CV_{i}^{2}={\frac {1}{2}}W_{i}}
Zatem energia końcowa {\displaystyle W_{f}} jest równa połowie energii początkowej {\displaystyle W_{i}.} Co się stało z drugą połową początkowej energii?

## Rozwiązania
Jest to stary problem, który był szeroko dyskutowany w literaturze poświęconej elektrotechnice. W przeciwieństwie do niektórych innych paradoksów w nauce, ten paradoks nie jest spowodowany ograniczeniami fizyki klasycznej, ale ograniczeniami konwencji o „idealnych obwodach” stosowanych w teorii obwodów. Nie jest możliwe skonstruowanie opisanego powyżej obwodu, jeżeli zakłada się, że obwód składa się z elementów idealnych, jak to zwykle ma miejsce w teorii obwodów. Jeśli przewody łączące dwa kondensatory, przełącznik i same kondensatory są idealnie, tj. ich rezystancja i indukcyjność są pomijalnie małe, wówczas zamknięcie przełącznika połączyłoby punkty o różnym napięciu z doskonałym przewodnikiem, powodując przepływ nieskończonego prądu. Dlatego rozwiązanie wymaga odejścia od idealizowania elementów w obwodzie, co nie zostało określone w powyższym opisie. Rozwiązanie różni się w zależności od założeń dotyczących rzeczywistych właściwości elementów obwodu:
- Jeśli zakłada się, że przewody mają indukcyjność, ale nie mają rezystancji, prąd nie będzie nieskończony, ale obwód nadal nie będzie miał żadnych elementów rozpraszających energię, więc nie ustabilizuje się w stanie ustalonym, zgodnie z założeniem w opisie. Będzie to obwód LC bez tłumienia, więc ładunek będzie oscylował nieskończenie długo między dwoma kondensatorami; napięcie na dwóch kondensatorach i prąd będą się zmieniać sinusoidalnie. Żadna z energii początkowej nie zostanie utracona, w dowolnym momencie suma energii w dwóch kondensatorach i energii zmagazynowanej w polu magnetycznym wokół przewodów będzie równa energii początkowej.
- Jeżeli zakłada się, że przewody łączące, oprócz tego, że mają indukcyjność i nie mają rezystancji, mają niezerową długość, obwód oscylacyjny będzie działał jak antena i straci energię przez promieniowanie fal elektromagnetycznych (fal radiowych). Skutek tej straty energii jest dokładnie taki sam, jak gdyby w obwodzie występował opór zwany opornością na promieniowanie, więc obwód będzie równoważny z obwodem RLC. Prąd oscylujący w przewodach będzie sinusoidą wygasającą wykładniczo. Ponieważ żaden z pierwotnych ładunków nie został utracony, końcowy stan kondensatorów będzie taki, jak opisano powyżej, z połową napięcia początkowego na każdym kondensatorze. Ponieważ w tym stanie kondensatory zawierają połowę energii początkowej, brakująca połowa energii zostanie wypromieniowana przez fale elektromagnetyczne.
- Jeśli zakłada się, że przewody mają jakąkolwiek rezystancję większą od zera, to jest to obwód RC, a prąd zmaleje wykładniczo do zera. Podobnie jak w poprzednim przypadku, ponieważ ładunek nie jest tracony, stan nieustalony przejdzie w ustalony, jak opisano powyżej. Ponieważ w tym stanie dwa kondensatory w sumie mają połowę energii początkowej, niezależnie od wielkości rezystancji, połowa energii początkowej zostanie rozproszona jako ciepło na rezystancji przewodów.
- Jeżeli oprócz rezystancji i indukcyjności przewody mają niezerową długość i działają jak antena, całkowita strata energii będzie taka sama, ale zostanie podzielona między wypromieniowane fale elektromagnetyczne i ciepło rozproszone na rezystancji.

Opracowano różne dodatkowe rozwiązania oparte na bardziej szczegółowych założeniach dotyczących właściwości elementów obwodu.

## Inne wersje
Istnieje kilka innych wersji paradoksu. Jednym z nich jest obwód z dwoma kondensatorami wstępnie naładowanymi o jednakowych co do wartości bezwzględnej napięciach o przeciwnych znakach {\displaystyle +V_{i}} i {\displaystyle -V_{i}.} Inną równoważną wersją jest pojedynczy naładowany kondensator zwarty przez idealny przewodnik. W tych przypadkach w stanie końcowym cały ładunek został zneutralizowany, końcowe napięcie na kondensatorach wynosi zero, więc cała energia początkowa zniknęła. Rozwiązania dotyczące tego, w jaki sposób energia zniknęła, są podobne do opisanych w poprzednim rozdziale.